# Lafeta

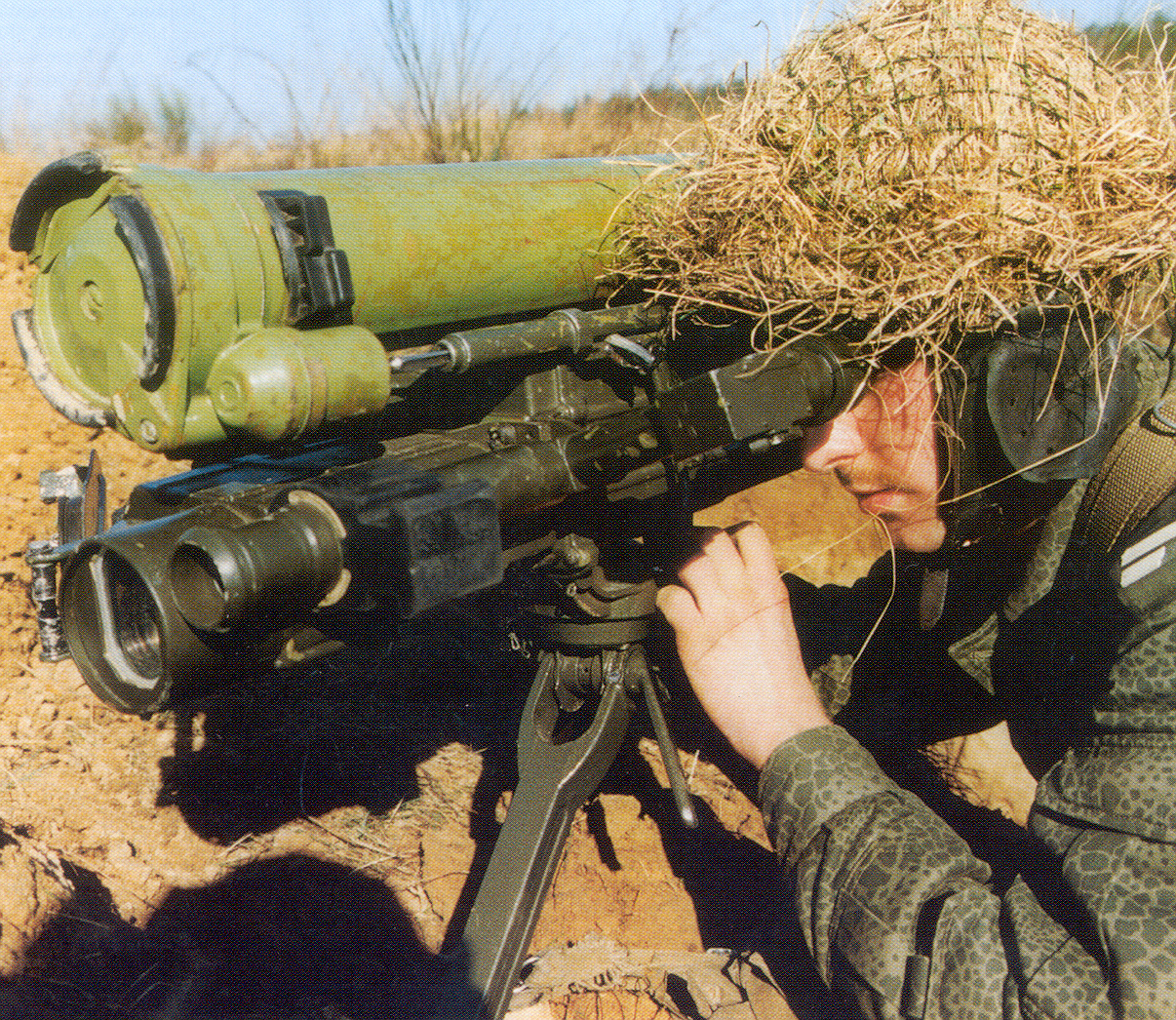
Lafetace zbraně AT-13 Metis-M

Lafeta (též se dá označit jako lafetace) je zařízení pro upevnění nějaké zbraně za účelem zvýšení její stability a tím i její přesnější palby. Může být také určena pro zvláštní instalaci zbraně jako například do střílen pevnostních objektů, tanků, letadel, lodí atp.
První lafety ze 14. století byly velmi jednoduché, jednalo se o vydlabaná dřevěná koryta, v nichž byla hlaveň upevněna ocelovými obručemi. Tyto lafety byly stacionární. Později se objevily složitější konstrukce s koly, umožňující transport a manipulaci s dělem při míření. Kolové lafety se pravděpodobně objevily u husitských děl, s určitostí jsou doloženy až z druhé poloviny 15. století u tzv. burgundské lafety. Od té doby měly lafety bočnice, v nichž byla hlaveň uložena pomocí čepů. Díky pohyblivosti hlavně bylo možné při míření upravovat náměr. Dřevěný materiál lafet vystřídala v 19. století ocel.
Lafeta se také používá při smutečním ceremoniálu (pohřbu) obvykle významných osobností (např. prezidentů). Zpravidla je v průvodu vezena městem, na lafetě umístěna rakev, která je zahalená vlajkou.